# 헬만드강

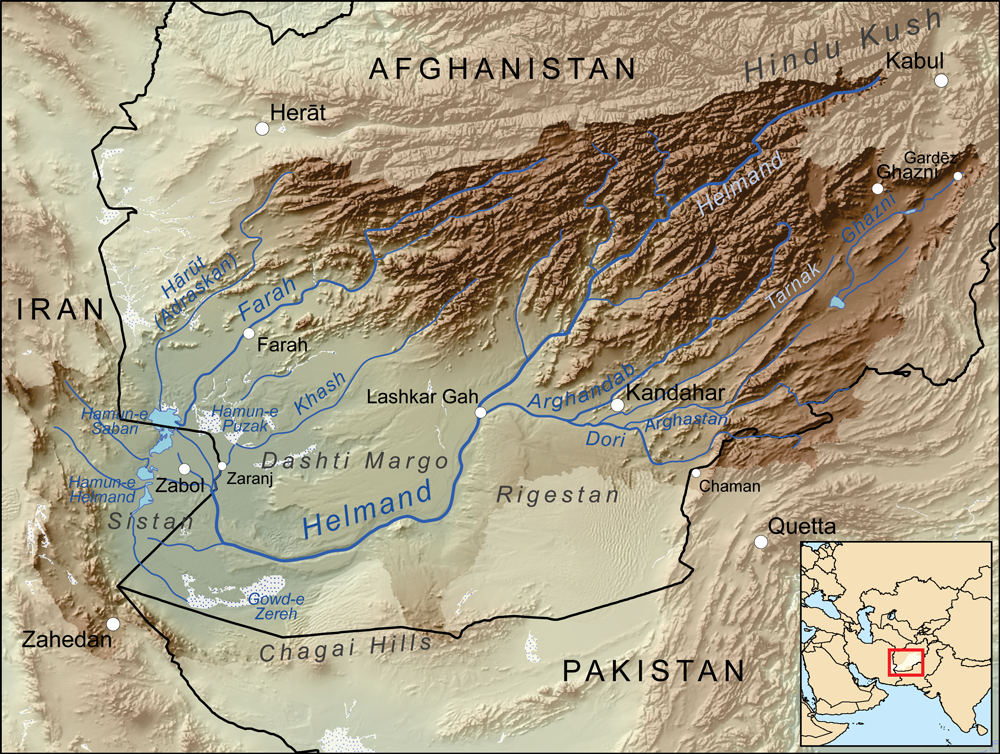
헬만드강

헬만드강(파슈토어: هلمند, 페르시아어: هیرمند)은 아프가니스탄에서 가장 긴 강이며 내륙 시스탄 분지의 주요 유역이다. 길이는 약 1,150 km이다. 마이단와르닥주의 북동부에 있는 힌두쿠시산맥의 상라크산맥에서 나타나며, 우나이 고개에 의해 카불강 유역과 분리되어 있다. 헬만드강은 아프가니스탄과 이란의 국경에 있는 하문호수로 흘러들어간다.

## 어원
이름은 말 그대로 "댐이 있고 댐이 있는" Avestan Haētumant에서 유래했으며, 이는 헬만드강과 그 주변의 관개 지역을 나타낸다.

## 지리
카불에서 서쪽으로 약 40 km 떨어진 힌두쿠시산맥의 마이단와닥주의 북동부에서 발원하여, 다쿤디주와 우루즈간주를 남서쪽으로 흐른다. 헬만드주의 라쉬카르가 시를 지나 다슈티 마고 사막으로 들어간 뒤 아프가니스탄-이란 국경의 자볼 주변 시스탄 습지와 하문이헬만드 호수 지역으로 흐른다.(북위31°9, 동경 61°33') 타르낙과 아르간답과 같은 몇몇 작은 강들이 헬만드로 흘러든다.
헬만드주와 아르간답 주당국이 관리하는 이 강은 관개에 광범위하게 사용되지만 미네랄 소금이 축적되어 작물에 물을 주는 데 유용성이 감소했다. 길이의 대부분에서 헬만드는 소금이 없다. 그 물은 아프가니스탄의 농부들에게 필수적이지만 하문 호수로 흘러 들어가며 이란의 남동부 시스탄과 발루치스탄 지방의 농부들에게도 중요하다.
헬만드강의 카자키 댐을 포함한 많은 수력발전 댐들이 아프가니스탄의 일부 강에 인공 저수지를 만들었다. 헬만드강의 주요 지류인 아르간답강(합류점 북위 31°27', 동경 64°23′), 또한 칸다하르 북쪽에 주요 댐이 있다.

## 역사
헬만드 계곡 지역은 아베스타(Fargard 1:13)에서 현재 아프가니스탄 지역에서 조로아스터교 신앙의 초기 중심지 중 하나인 헤투만트의 아리아 땅으로 이름으로 언급된다. 그러나 기원전 6년 후반과 기원후 7년 초반에 헬만드와 카불 계곡에 힌두교도와 불교도 공동체가 우세해지면서 파르티아인들은 이곳을 인도라고 부르게 되었다.
이란과 아프가니스탄간 물 분쟁을 빚고있으며, 2023년 5월에는 이란-아프가니스탄 국경에서 총격전이 발생하기도 하였다.